# Nouvelle-Souabe
Pour l’article homonyme, voir Souabe.

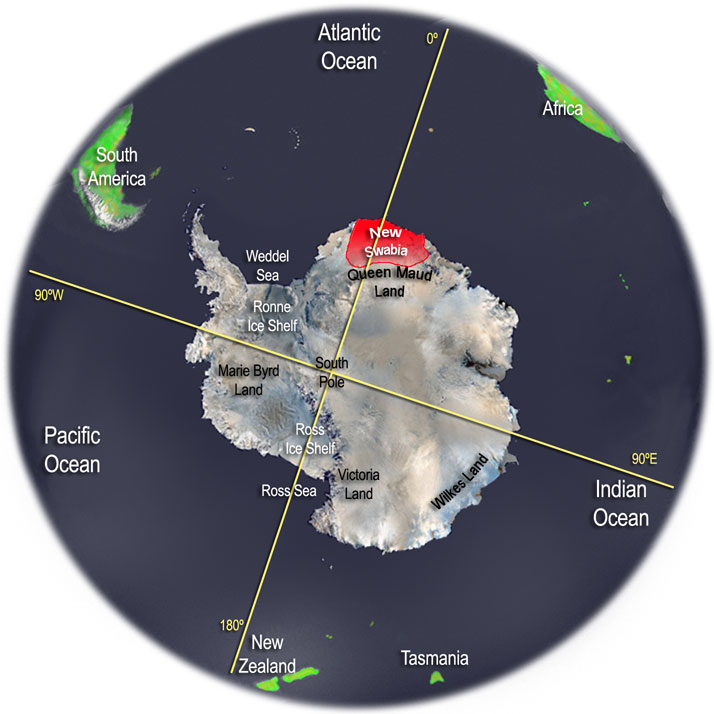
Situation de la Nouvelle-Souabe sur une carte de l’Antarctique.

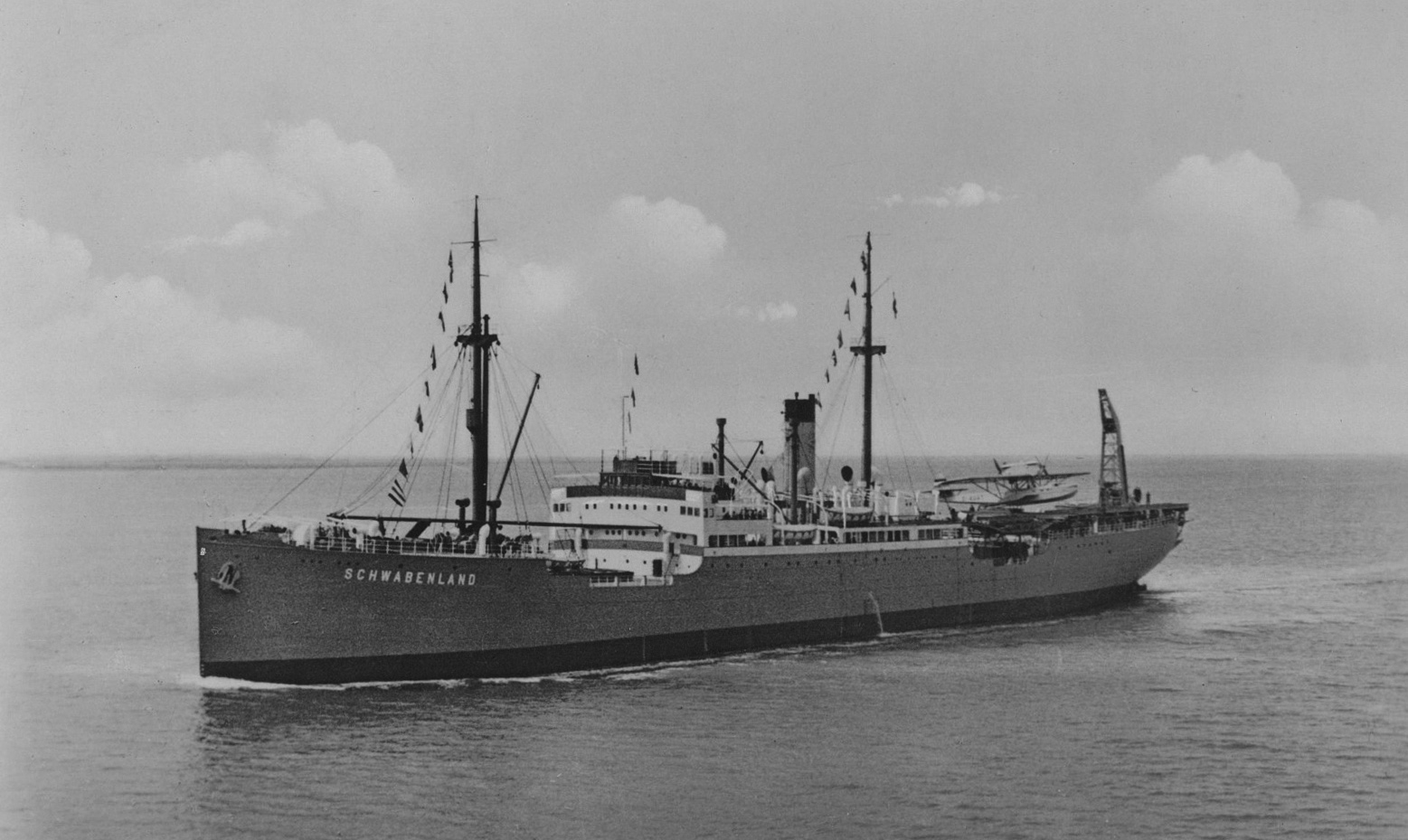
Le MS Schwabenland, en 1938.

La Nouvelle-Souabe (en allemand : Neuschwabenland) est une zone de l'Antarctique d'une superficie de 600 000 km2 comprise entre la longitude 20°E et 10°O revendiquée par l’Allemagne nazie et située sur la terre de la Reine-Maud, revendiquée par la Norvège. La Nouvelle-Souabe a été explorée par l'Allemagne au début de l'année 1939 et nommée d'après le navire de l'expédition, le  Schwabenland, lui-même nommé d'après la région allemande de Souabe.

## Histoire
Comme beaucoup d'autres pays, l’Allemagne lance plusieurs expéditions dans la région antarctique à la fin du XIXe siècle. La première expédition est menée par le professeur de géologie Erich Dagobert von Drygalski en 1901. L’expédition composée de vingt-sept hommes dure plus de deux ans car le navire, le Gauß, reste bloqué plus de 14 mois dans la banquise. Ils étudient entre autres le climat, la géographie et le magnétisme et on leur doit la découverte de la terre Guillaume II. 
La deuxième expédition officielle (1911-1912) est menée par Wilhelm Filchner. Il veut vérifier que l’Antarctique est bien constitué d'une seule terre. Il n’atteint pas son objectif principal, mais son navire, le Deutschland, pénètre en mer de Weddell, qui était alors inexplorée.
La troisième expédition (1938-1939), menée par Alfred Ritscher, a pour principal objectif de sécuriser une zone en Antarctique pour la pêche à la baleine ; à cette époque, l'huile de baleine était la principale matière première pour la fabrication de margarine et de savon, et l’Allemagne en achetait 200 000 tonnes par an aux Norvégiens.
Le 17 décembre 1938, le navire Schwabenland part du port de Hambourg avec trente-trois personnes à bord. Le bateau accoste en janvier 1939 (4° 15′ O, 69° 10′ S) et la reconnaissance du terrain commence. Les semaines suivantes, les deux hydravions Dornier Do J du navire, le Passat et le Boreas effectuent une quinzaine de vols, quadrillant la zone et réalisant plus de 11 000 photographies aériennes. Une base temporaire est installée et trois drapeaux nazis sont plantés. Au mois de février, le bateau repart pour l’Allemagne.
Deux autres expéditions étaient planifiées pour les étés 1939-1940 et 1940-1941 ; mais elles furent annulées en raison du déclenchement de la Seconde Guerre mondiale. La deuxième expédition devait étudier la faisabilité de l’implantation de bases navales, probablement en vue de s'imposer sur le continent et de contrôler une partie de l’océan Indien et du passage de Drake.
Après la fin de la Seconde Guerre mondiale, ni l'Allemagne de l'Ouest, ni l'Allemagne de l'Est n'ont revendiqué le territoire.
Aucun pays n'a reconnu les revendications allemandes et le traité sur l'Antarctique suspend toujours toutes les revendications territoriales. Depuis 2009, la base antarctique Neumayer est située sur la banquise, à proximité de cette zone.

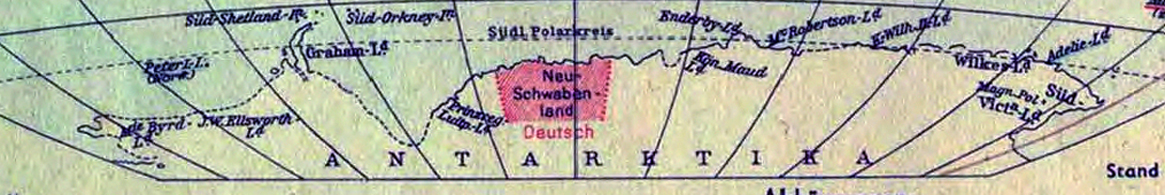
Carte allemande de l'Antarctique, en 1941.